# 인민대학역
인민대학역(중국어: 人民大学站)은 베이징 지하철 4호선과 12호선의 지하철 환승역이다. 2009년 9월 28일에 4호선 정식 개통과 함께 운영을 시작했다. 초기에 “솽위수(双榆树)”로 명명된 이 역은 지상버스 정류장에서 인민대학역으로 많이 불리다가, 정식으로“인민대학(人民大学)”역으로 바뀌었다. 인민대학역은 중국인민대학에 인접해 있기 때문에 붙여진 이름이다. 이 역은 중국 하이뎬구 하이뎬 가도·중관춘 가도·지주위안 가도·베이샤관 가도 경계의 북3환서로·중관춘 가도·중관춘 남대가 교차로 쓰퉁교 지하에 위치한다.

## 위치
인민대학역은 북3환서로(北三环西路)와 중관춘 대가(中关村大街) - 중관춘 남대가(中关村南大街)가 만나는 쓰퉁교(四通桥) 아래에 위치하고 있으며, 대략 남북 방향으로 배치되어 있다.

## 구조
인민대학역은 2층 지하역으로 지상 아래의 각종 기존 파이프라인 및 입체교차로를 피하기 위해 분리식 대합실과 분리식 섬식 승강장 구조를 사용한다. 역 인테리어의 메인 색상은 녹색이며, 사각 기둥 디자인은 깊고 옅은 녹색 모자이크 및 석재 장식을 사용한다.

### 층별 구조
| 지면층                    | 출구                                   | A1—D출구                                     |
| 지하 1층 4호선 대합실 층  | 4호선 승강장                           | 발권 서비스, 자동판매기, 이카통(一卡通) 충전 |
| 지하 2층 4호선 승강장 층  | ← 북                                   | ■ 4호선 안허차오베이 방면 (하이뎬황좡)       |
| 지하 2층 4호선 승강장 층  | 분리식 섬식 승강장, 왼쪽 출입문이 열림 |                                              |
| 지하 2층 4호선 승강장 층  | ■ 4호선 톈궁위안 방면 (웨이궁춘)\|남 → |                                              |
| 지하 4층 12호선 승강장 층 | ←                                      | ■ 12호선 쓰지칭차오 방면 (쑤저우차오)        |
| 지하 4층 12호선 승강장 층 | 분리식 섬식 승강장, 왼쪽 출입문이 열림 |                                              |
| 지하 4층 12호선 승강장 층 | →                                      | ■ 12호선 둥바베이 방면 (다중쓰)              |

### 대합실

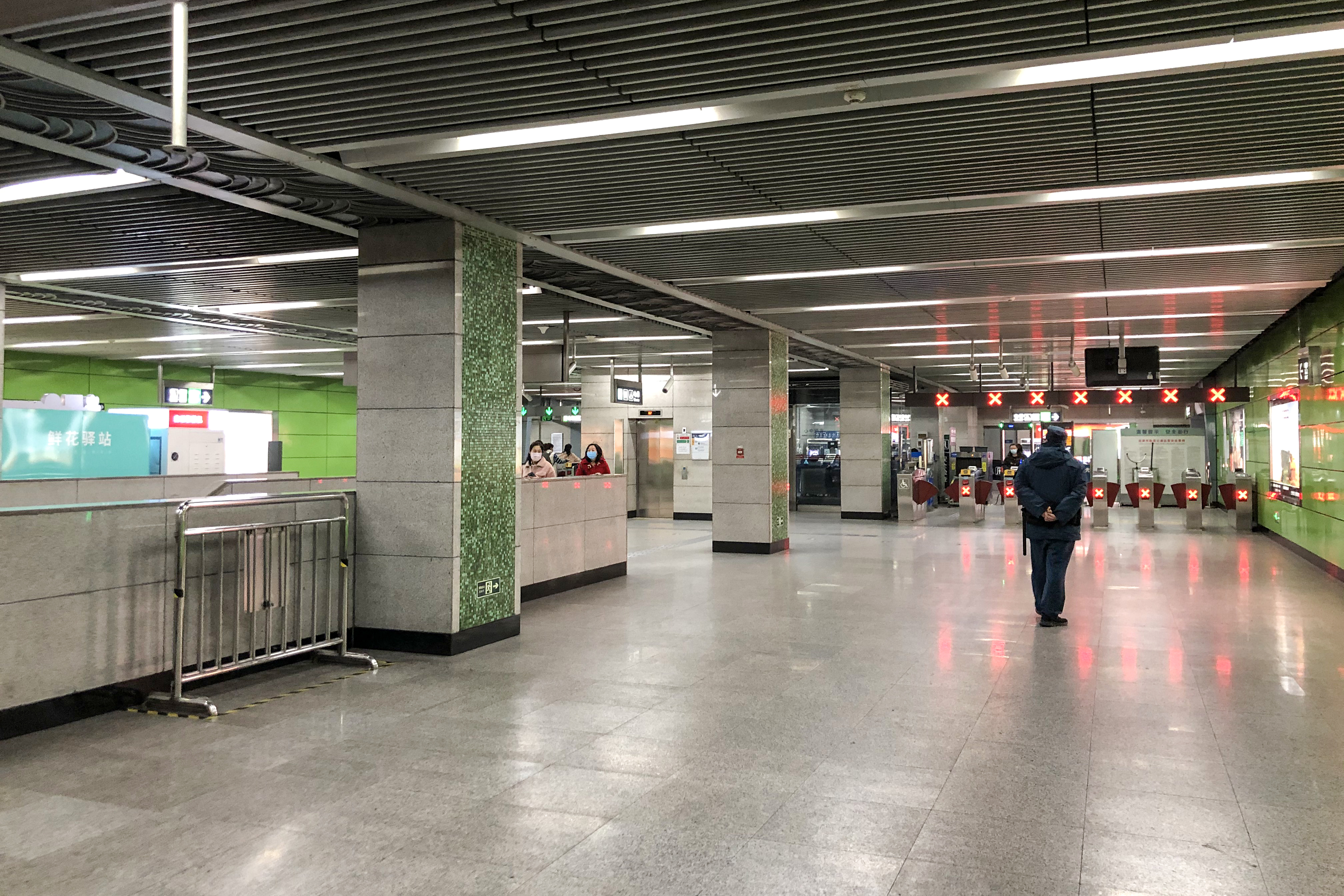
4호선 인민대학역 북대합실

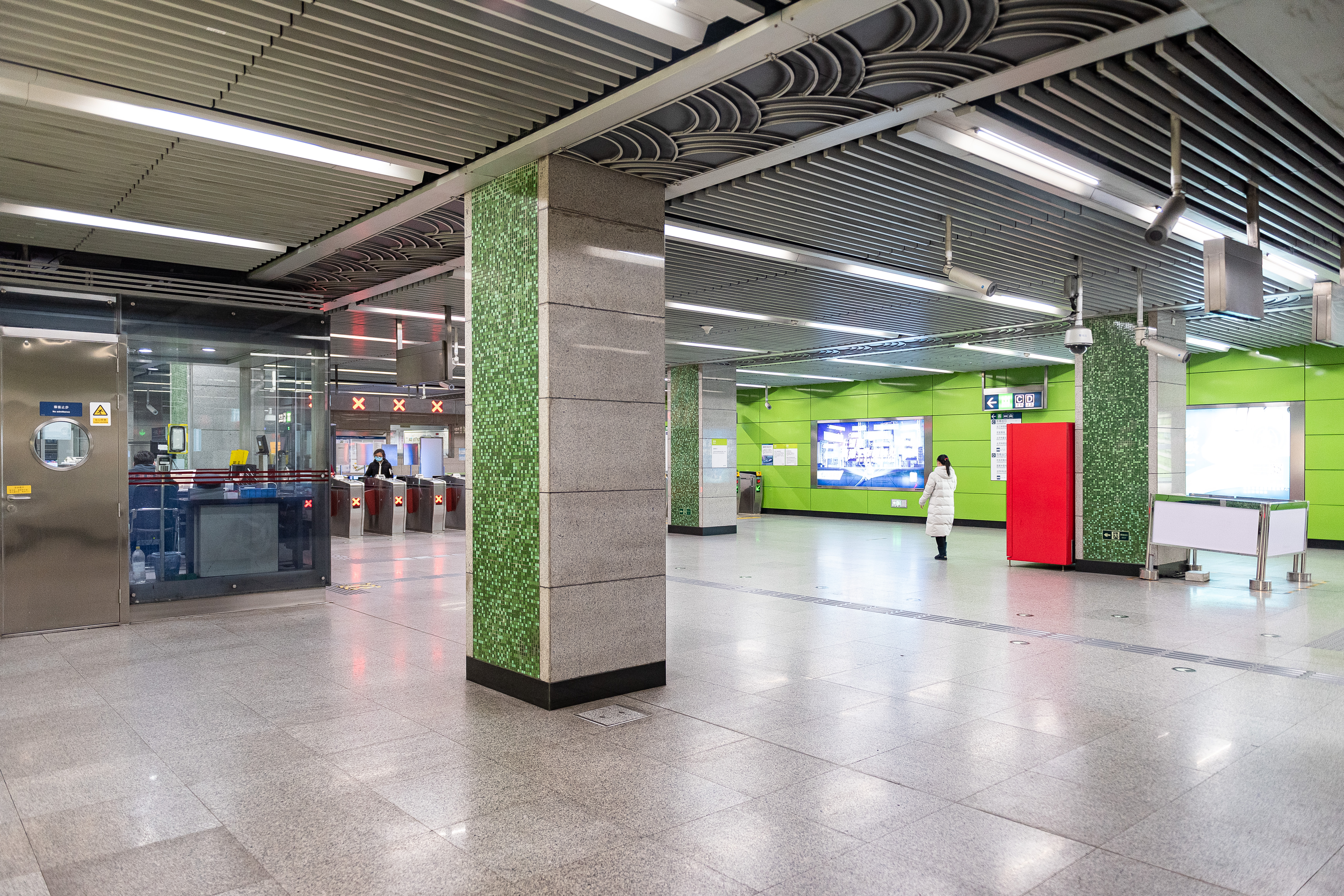
4호선 인민대학역 남대합실

4호선 인민대학역의 대합실은 역의 남북 양쪽에 위치하고 있으며, 북대합실에는 승강장으로 가는 수직 승강기가 설치되어 있다.

### 승강장

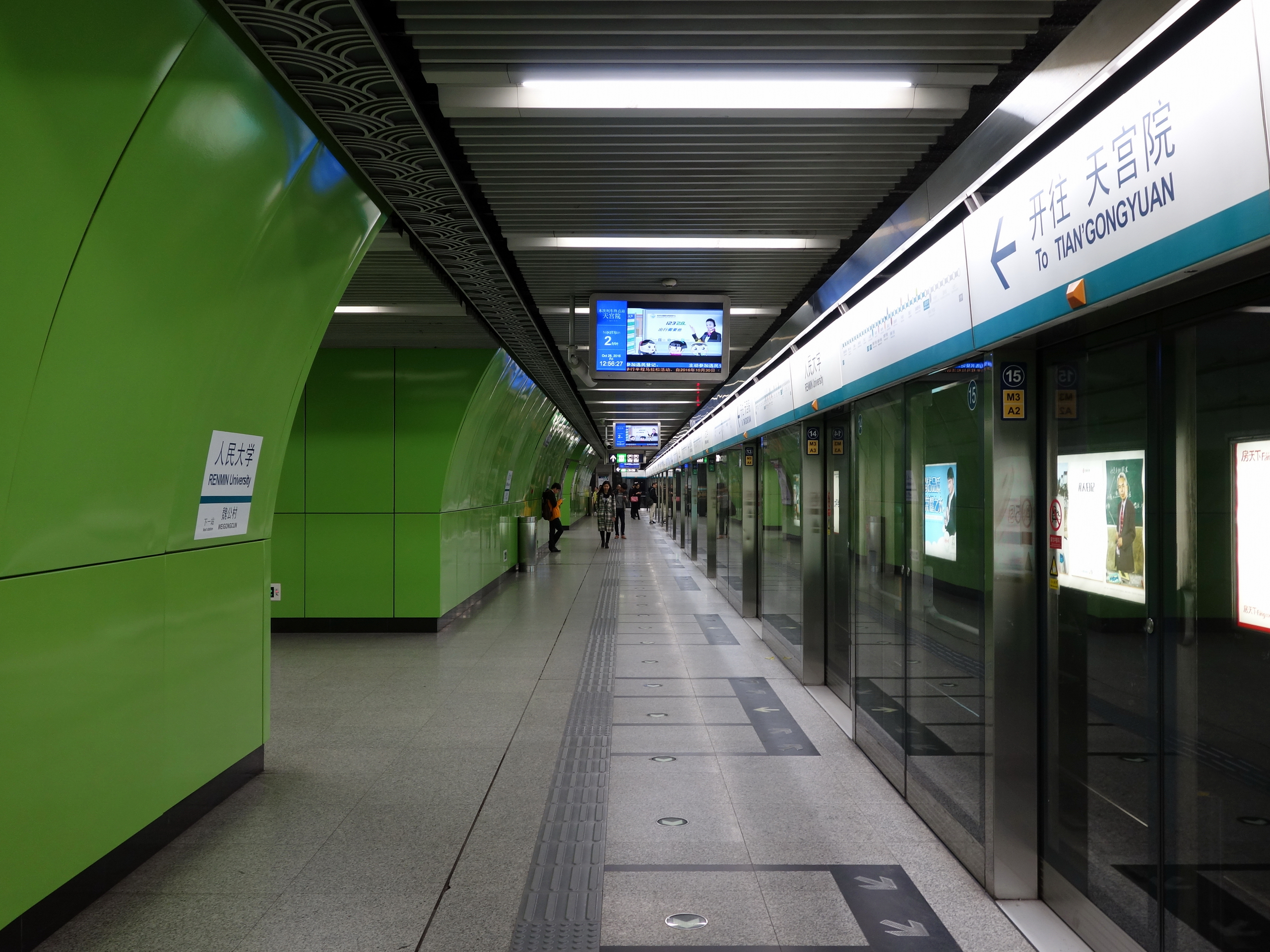
4호선 인민대학역 분리식 섬식 승강장

4호선 인민대학역의 승강장은 분리식 섬식 승강장으로, 중관춘 대가 - 중관촌 남대가 아래에 있다.

### 출구
인민대학역은 5개의 출입구가 있다. : A1(북서), A2(북서), B(동북), C(남동), D(남서) B출구에는 엘리베이터와 같은 장애인 접근 시설이 있다.
|                         |                             | |      |             |
|                         |                             | |      |             |
| 출구                    | 지시                        | 출구 인근 | 사진 | 무장애 시설 |
| ■ 4호선에 연결          |                             | |      |             |
| 出口 · A · 1            | 중관춘 대가(中关村大街)     | 중관춘 대가(서측), 중국인민대학 |      | 빈칸        |
| 出口 · A · 2            | 중관춘 대가(中关村大街)     | 중관춘 대가(동측), 솽위수 공원(双榆树公园), 하이뎬구 중의학병원(海淀区中医院), 솽위수 파출소(双榆树派出所), 중국우정, 솽위수중신 소학교(双榆树中心小学), 밍텐 유치원그룹 제2유치원(明天幼稚集团第二幼儿园) |      | 빈칸        |
| 出口 · B                | 북3환서로(北三环西路)       | 북3환서로(북측), 솽위수시리(双榆树西里), UME화싱 국제스튜디오(UME华星国际影城) |      |             |
| 出口 · C                | 북3환서로(北三环西路)       | 북3환서로(남측), 솽안 쇼핑센터(双安商场), 베이샤관(北下关), 베이징 과학기술 전시센터(北京科技会展中心) |      | 빈칸        |
| 出口 · D                | 중관춘 남대가(中关村南大街) | 중관춘 남대가(서측), 국가외국전문가국, 베이징 과학회당 중국국제인재협회(北京科学会堂中国国际人才协会), 베이징 우의호텔(北京友谊宾馆)                                                                       |      | 빈칸        |
| ■ 12호선에 연결         |                             | |      |             |
| 出口 · E                |                             | 북3환서로(北三环西路) 북측 |      | 빈칸        |
| 出口 · F                |                             | 북3환서로(北三环西路) 남측 |      | 빈칸        |
| 아이콘 설명: 엘리베이터 |                             | |      |             |

## 인접역
| 베이징 지하철 4호선         | 베이징 지하철 4호선    | 베이징 지하철 4호선      |
| --------------------------- | ---------------------- | ------------------------ |
| 하이뎬황좡 안허차오 북 방면 | ■ 베이징 지하철 4호선  | 웨이궁춘 궁이시차오 방면 |
| 베이징 지하철 12호선        |                        |                          |
| 쑤저우차오 쓰지칭차오 방면  | ■ 베이징 지하철 12호선 | 다중쓰 둥바베이 방면     |